# Марта Ћеранић
Марта Ћеранић је црногорска глумица. Дипломирала је на Академији уметности у Београду, у класи професора Предрага Ејдуса.

## Филмографија
| Год.       | Назив                  | Улога       |
| ---------- | ---------------------- | ----------- |
| 2014—2015. | Будва на пјену од мора | Викторија   |
| 2016—2019. | Убице мог оца          | Весна Томић |
| 2018.      | Заспанка за војнике    | Љиљана      |